# Ферир, Эмиль
Эмиль Огюст Ферир (фр. Émile Auguste Férir; 18 июля 1873, Брюссель — 26 апреля 1949, Сан-Клементе, штат Калифорния) — американский альтист бельгийского происхождения.

## Биография
Окончил Брюссельскую консерваторию (1891), ученик Эжена Изаи (скрипка) и Леона Фирке (альт и композиция). В 1892—1893 гг. играл на альте в оркестре Ламурё, затем занял пульт первого альта в Шотландском оркестре и в течение десятилетия работал в Великобритании, в том числе в Лондонском симфоническом оркестре и Оркестре Квинс-холла (где его сменил Лайонел Тертис). На рубеже столетий был постоянным участником Променадных концертов, где, в частности, в 1903 году исполнил премьеру посвящённого ему концерта для альта с оркестром Сесила Форсайта. С 1903 г. жил и работал в США: в 1903—1918 гг. первый альт Бостонского симфонического оркестра, затем в течение одного сезона — в Филадельфийском оркестре, в 1920 г. в составе Нью-Йоркского филармонического оркестра при его европейских гастролях и наконец в 1921—1940 гг. первый альт Лос-Анджелесского филармонического оркестра. Играл также в составе Беркширского струнного квартета. Автор ряда сочинений для своего инструмента.
Умер от инсульта.